# Chuí (ort i Brasilien, Chuí)
Chuí är en ort i Brasilien.   Den ligger i kommunen Chuí och delstaten Rio Grande do Sul, i den södra delen av landet, 2 100 km söder om huvudstaden Brasília. Chuí ligger 20 meter över havet och antalet invånare är 6 605.
Terrängen runt Chuí är mycket platt. Runt Chuí är det mycket glesbefolkat, med 6 invånare per kvadratkilometer.. Chuí är det största samhället i trakten.
Trakten runt Chuí består i huvudsak av gräsmarker.